# Gomphus szechwanensis
Gomphus szechwanensis är en svampart som beskrevs av R.H. Petersen 1972. Gomphus szechwanensis ingår i släktet Gomphus och familjen Gomphaceae.   Inga underarter finns listade i Catalogue of Life.